# Liste der Kulturdenkmale in Berlin-Alt-Treptow

Lage von Alt-Treptow in Berlin

In der Liste der Kulturdenkmale von Alt-Treptow sind die Kulturdenkmale des Berliner Ortsteils Alt-Treptow im Bezirk Treptow-Köpenick aufgeführt.

## Denkmalbereiche (Ensembles)
| Nr.      | Lage                                                                                 | Offizielle Bezeichnung | Bestandteile / Beschreibung                                              | Bild                                |
| -------- | ------------------------------------------------------------------------------------ | --- | ------------------------------------------------------------------------ | ----------------------------------- |
| 09020320 | Bouchéstraße 75–76 Wildenbruchstraße 53–54 (Lage)                                    | Schulkomplex Baudenkmale siehe: Bouchéstraße 75–76 Wildenbruchstraße 53–54                                                    | Weiterer Bestandteil des Ensembles:                                      | Weiterer Bestandteil des Ensembles: |
| 09020320 | Bouchéstraße 75–76 Wildenbruchstraße 53–54 (Lage)                                    | Schulkomplex Baudenkmale siehe: Bouchéstraße 75–76 Wildenbruchstraße 53–54                                                    | 09020329 – Wildenbruchstraße 53–54, Schule, 1914 von Bientz              |                                     |
| 09020227 | Puschkinallee 1–13, 48–49 Eichenstraße 1 Elsenstraße 1–4 Hoffmannstraße 11–14 (Lage) | Villen Baudenkmale siehe: Eichenstraße 1 Martin-Hoffmann-Straße 11 Puschkinallee 4–4A; 8; 48 Gartendenkmal siehe: Alt-Treptow | Weitere Bestandteile des Ensembles:                                      | Weitere Bestandteile des Ensembles: |
| 09020227 | Puschkinallee 1–13, 48–49 Eichenstraße 1 Elsenstraße 1–4 Hoffmannstraße 11–14 (Lage) | Villen Baudenkmale siehe: Eichenstraße 1 Martin-Hoffmann-Straße 11 Puschkinallee 4–4A; 8; 48 Gartendenkmal siehe: Alt-Treptow | 09020849 – Einfriedungen und Gärten, seit 1876 von Gustav Meyer u. a.    |                                     |
| 09020227 | Puschkinallee 1–13, 48–49 Eichenstraße 1 Elsenstraße 1–4 Hoffmannstraße 11–14 (Lage) | Villen Baudenkmale siehe: Eichenstraße 1 Martin-Hoffmann-Straße 11 Puschkinallee 4–4A; 8; 48 Gartendenkmal siehe: Alt-Treptow | 09020236 – Elsenstraße 1 / Martin-Hoffmann-Straße 14, Mietshaus, um 1890 |                                     |
| 09020227 | Puschkinallee 1–13, 48–49 Eichenstraße 1 Elsenstraße 1–4 Hoffmannstraße 11–14 (Lage) | Villen Baudenkmale siehe: Eichenstraße 1 Martin-Hoffmann-Straße 11 Puschkinallee 4–4A; 8; 48 Gartendenkmal siehe: Alt-Treptow | 09020237 – Elsenstraße 2, Mietshaus, um 1890                             |                                     |
| 09020227 | Puschkinallee 1–13, 48–49 Eichenstraße 1 Elsenstraße 1–4 Hoffmannstraße 11–14 (Lage) | Villen Baudenkmale siehe: Eichenstraße 1 Martin-Hoffmann-Straße 11 Puschkinallee 4–4A; 8; 48 Gartendenkmal siehe: Alt-Treptow | 09020330 – Elsenstraße 3, Mietvilla, um 1890                             |                                     |
| 09020227 | Puschkinallee 1–13, 48–49 Eichenstraße 1 Elsenstraße 1–4 Hoffmannstraße 11–14 (Lage) | Villen Baudenkmale siehe: Eichenstraße 1 Martin-Hoffmann-Straße 11 Puschkinallee 4–4A; 8; 48 Gartendenkmal siehe: Alt-Treptow | 09020238 – Martin-Hoffmann-Straße 12, Villa, um 1900                     |                                     |
| 09020227 | Puschkinallee 1–13, 48–49 Eichenstraße 1 Elsenstraße 1–4 Hoffmannstraße 11–14 (Lage) | Villen Baudenkmale siehe: Eichenstraße 1 Martin-Hoffmann-Straße 11 Puschkinallee 4–4A; 8; 48 Gartendenkmal siehe: Alt-Treptow | 09020239 – Martin-Hoffmann-Straße 13, Villa, um 1930                     |                                     |
| 09020227 | Puschkinallee 1–13, 48–49 Eichenstraße 1 Elsenstraße 1–4 Hoffmannstraße 11–14 (Lage) | Villen Baudenkmale siehe: Eichenstraße 1 Martin-Hoffmann-Straße 11 Puschkinallee 4–4A; 8; 48 Gartendenkmal siehe: Alt-Treptow | 09020228 – Puschkinallee 1, Mietvilla, um 1880                           |                                     |
| 09020227 | Puschkinallee 1–13, 48–49 Eichenstraße 1 Elsenstraße 1–4 Hoffmannstraße 11–14 (Lage) | Villen Baudenkmale siehe: Eichenstraße 1 Martin-Hoffmann-Straße 11 Puschkinallee 4–4A; 8; 48 Gartendenkmal siehe: Alt-Treptow | 09020229 – Puschkinallee 2, Mietvilla, um 1880                           |                                     |
| 09020227 | Puschkinallee 1–13, 48–49 Eichenstraße 1 Elsenstraße 1–4 Hoffmannstraße 11–14 (Lage) | Villen Baudenkmale siehe: Eichenstraße 1 Martin-Hoffmann-Straße 11 Puschkinallee 4–4A; 8; 48 Gartendenkmal siehe: Alt-Treptow | 09020230 – Puschkinallee 3, Mietvilla, um 1880                           |                                     |
| 09020227 | Puschkinallee 1–13, 48–49 Eichenstraße 1 Elsenstraße 1–4 Hoffmannstraße 11–14 (Lage) | Villen Baudenkmale siehe: Eichenstraße 1 Martin-Hoffmann-Straße 11 Puschkinallee 4–4A; 8; 48 Gartendenkmal siehe: Alt-Treptow | 09020231 – Puschkinallee 5, Mietvilla, um 1890                           |                                     |
| 09020227 | Puschkinallee 1–13, 48–49 Eichenstraße 1 Elsenstraße 1–4 Hoffmannstraße 11–14 (Lage) | Villen Baudenkmale siehe: Eichenstraße 1 Martin-Hoffmann-Straße 11 Puschkinallee 4–4A; 8; 48 Gartendenkmal siehe: Alt-Treptow | 09020232 – Puschkinallee 6A, Villa, um 1900                              |                                     |
| 09020227 | Puschkinallee 1–13, 48–49 Eichenstraße 1 Elsenstraße 1–4 Hoffmannstraße 11–14 (Lage) | Villen Baudenkmale siehe: Eichenstraße 1 Martin-Hoffmann-Straße 11 Puschkinallee 4–4A; 8; 48 Gartendenkmal siehe: Alt-Treptow | 09020233 – Puschkinallee 9, Mietvilla, um 1900                           |                                     |
| 09020227 | Puschkinallee 1–13, 48–49 Eichenstraße 1 Elsenstraße 1–4 Hoffmannstraße 11–14 (Lage) | Villen Baudenkmale siehe: Eichenstraße 1 Martin-Hoffmann-Straße 11 Puschkinallee 4–4A; 8; 48 Gartendenkmal siehe: Alt-Treptow | 09020234 – Puschkinallee 10–13, Kindergarten um 1950                     |                                     |
| 09020227 | Puschkinallee 1–13, 48–49 Eichenstraße 1 Elsenstraße 1–4 Hoffmannstraße 11–14 (Lage) | Villen Baudenkmale siehe: Eichenstraße 1 Martin-Hoffmann-Straße 11 Puschkinallee 4–4A; 8; 48 Gartendenkmal siehe: Alt-Treptow | 09020235 – Puschkinallee 49, Villa, um 1905                              |                                     |
| 09020227 | Puschkinallee 1–13, 48–49 Eichenstraße 1 Elsenstraße 1–4 Hoffmannstraße 11–14 (Lage) | Villen Baudenkmale siehe: Eichenstraße 1 Martin-Hoffmann-Straße 11 Puschkinallee 4–4A; 8; 48 Gartendenkmal siehe: Alt-Treptow | Nicht konstituierende Teile des Ensembles: Puschkinallee 6A, 7           |                                     |
| 09045223 | Puschkinallee 34–38 (Lage)                                                           | Ortskern Alt-Treptow Baudenkmal siehe: Puschkinallee 37–38 Gartendenkmal siehe: Alt-Treptow                                   | Weiterer Bestandteil des Ensembles:                                      | Weiterer Bestandteil des Ensembles: |
| 09045223 | Puschkinallee 34–38 (Lage)                                                           | Ortskern Alt-Treptow Baudenkmal siehe: Puschkinallee 37–38 Gartendenkmal siehe: Alt-Treptow                                   | 09045225- Puschkinallee 35, Villa mit Einfriedung, um 1875, Umbau 1909   |                                     |

## Denkmalbereiche (Gesamtanlagen)
| Nr.      | Lage                                                              | Offizielle Bezeichnung                  | Beschreibung | Bild |
| -------- | ----------------------------------------------------------------- | --------------------------------------- | --- | ---- |
| 09020303 | Alt-Treptow 15–17 (Lage)                                          | Gasthaus Zenner                         | Gasthaus, 1821–1822 von Friedrich Wilhelm Langerhans, nach Kriegszerstörung 1954–1956 Wiederaufbau von Hermann Henselmann in freier Anlehnung an das Original (siehe auch Gartendenkmal Treptower Park) |      |
| 09020303 | Alt-Treptow 15–17 (Lage)                                          | Gasthaus Zenner                         | Unterkunftshalle, 1903–1904 von Ludwig Hoffmann |      |
| 09020303 | Alt-Treptow 15–17 (Lage)                                          | Gasthaus Zenner                         | Heizhaus, 1953–1955 von VEB Projektierung |      |
| 09020328 | Am Treptower Park 1–8 Bouchéstraße 87–100 Elsenstraße 9–22 (Lage) | Kaserne des Telegraphenbataillons Nr. 1 | Hauptgebäude (heute Bundeskriminalamt), 1901–1904 von Wellmann und Luedecke, Erweiterungen 1906, 1912 und um 1935                                                                                       |      |
| 09020328 | Am Treptower Park 1–8 Bouchéstraße 87–100 Elsenstraße 9–22 (Lage) | Kaserne des Telegraphenbataillons Nr. 1 | zentrales Kasernengebäude |      |
| 09020328 | Am Treptower Park 1–8 Bouchéstraße 87–100 Elsenstraße 9–22 (Lage) | Kaserne des Telegraphenbataillons Nr. 1 | Garagen |      |
| 09020328 | Am Treptower Park 1–8 Bouchéstraße 87–100 Elsenstraße 9–22 (Lage) | Kaserne des Telegraphenbataillons Nr. 1 | 2 westliche Kasernengebäude |      |
| 09020328 | Am Treptower Park 1–8 Bouchéstraße 87–100 Elsenstraße 9–22 (Lage) | Kaserne des Telegraphenbataillons Nr. 1 | kleines Kasernengebäude |      |
| 09020328 | Am Treptower Park 1–8 Bouchéstraße 87–100 Elsenstraße 9–22 (Lage) | Kaserne des Telegraphenbataillons Nr. 1 | Gebäude mit Turm |      |
| 09020328 | Am Treptower Park 1–8 Bouchéstraße 87–100 Elsenstraße 9–22 (Lage) | Kaserne des Telegraphenbataillons Nr. 1 | 2 Wohnvillen |      |
| 09020328 | Am Treptower Park 1–8 Bouchéstraße 87–100 Elsenstraße 9–22 (Lage) | Kaserne des Telegraphenbataillons Nr. 1 | Bataillonsgebäude |      |
| 09020328 | Am Treptower Park 1–8 Bouchéstraße 87–100 Elsenstraße 9–22 (Lage) | Kaserne des Telegraphenbataillons Nr. 1 | Einfriedung |      |
| 09020333 | An den Treptowers 3 Hoffmannstraße 16–18, 22 (Lage)               | Elektro-Apparate-Werke (EAW)            | 1928–1938 von Ernst Ziesel |      |
| 09020333 | An den Treptowers 3 Hoffmannstraße 16–18, 22 (Lage)               | Elektro-Apparate-Werke (EAW)            | Fabriktrakt |      |
| 09020318 | Eichenstraße 4, 6 Am Flutgraben 2, 3 (Lage)                       | ABOAG-Betriebshof (heute Arena Berlin)  | Shedhalle der Landmaschinenfabrik Beermann, 1915–1917 von Bruno Buch, Umbau 1961–1989 als Grenzanlage (siehe Denkmalliste Treptow-Köpenick, Gesamtanlage Berliner Mauer)                                |      |
| 09020318 | Eichenstraße 4, 6 Am Flutgraben 2, 3 (Lage)                       | ABOAG-Betriebshof (heute Arena Berlin)  | Verwaltungsgebäude, 1927–1928 von Franz Ahrens und Alfred Warthmüller |      |
| 09020318 | Eichenstraße 4, 6 Am Flutgraben 2, 3 (Lage)                       | ABOAG-Betriebshof (heute Arena Berlin)  | Wagenhalle, 1927–1928 von Franz Ahrens |      |
| 09020318 | Eichenstraße 4, 6 Am Flutgraben 2, 3 (Lage)                       | ABOAG-Betriebshof (heute Arena Berlin)  | Erweiterung der Shedhalle |      |
| 09020318 | Eichenstraße 4, 6 Am Flutgraben 2, 3 (Lage)                       | ABOAG-Betriebshof (heute Arena Berlin)  | Torhäuschen beiderseits der Eichenstraße |      |
| 09020334 | Jordanstraße 1–4 Lohmühlenstraße 65–66 (Lage)                     | Agfa-Fabrik                             | Verwaltungsgebäude, 1901, 1908 und 1912, von Paul Karchow / Schulz und Schlichting |      |
| 09020334 | Jordanstraße 1–4 Lohmühlenstraße 65–66 (Lage)                     | Agfa-Fabrik                             | Fabrikhalle |      |
| 09020332 | Kiefholzstraße, zwischen Landwehrkanal und Elsenstraße (Lage)     | Bahndamm der Görlitzer Eisenbahn        | Bahndamm, um 1895 |      |
| 09020332 | Kiefholzstraße, zwischen Landwehrkanal und Elsenstraße (Lage)     | Bahndamm der Görlitzer Eisenbahn        | Überführung Lohmühlenstraße |      |
| 09020332 | Kiefholzstraße, zwischen Landwehrkanal und Elsenstraße (Lage)     | Bahndamm der Görlitzer Eisenbahn        | Überführung Bouchéstraße |      |
| 09020332 | Kiefholzstraße, zwischen Landwehrkanal und Elsenstraße (Lage)     | Bahndamm der Görlitzer Eisenbahn        | Überführung Elsenstraße |      |
| 09020332 | Kiefholzstraße, zwischen Landwehrkanal und Elsenstraße (Lage)     | Bahndamm der Görlitzer Eisenbahn        | Futtermauern |      |
| 09020275 | Kiefholzstraße 405, 405A–D, 406, 407 (Lage)                       | Siedlung                                | 1931–1932 von Ladislaus Förster (?) |      |
| 09020275 | Kiefholzstraße 405, 405A–D, 406, 407 (Lage)                       | Siedlung                                | Freiflächengestaltung |      |
| 09080614 | Platz am Spreetunnel (Lage)                                       | Spreetunnel                             | Tunnelröhre, 1895–1899 von C. Schnebel und W. Lauter (siehe auch Gartendenkmal Treptower Park) |      |
| 09080614 | Platz am Spreetunnel (Lage)                                       | Spreetunnel                             | Weiterer Teil des Denkmals in Friedrichshain |      |
| 09040272 | Puschkinallee Am Flutgraben 3 (Lage)                              | Grenzmauerabschnitte und Wachtürme      | Wachturm Führungsstelle Schlesischer Busch, 1963 von den Grenztruppen der DDR |      |
| 09040272 | Puschkinallee Am Flutgraben 3 (Lage)                              | Grenzmauerabschnitte und Wachtürme      | Plattenwand der „Vorfeldsicherung“, 1961 durch Regierung der DDR |      |
| 09040272 | Puschkinallee Am Flutgraben 3 (Lage)                              | Grenzmauerabschnitte und Wachtürme      | Am Flutgraben 3, Werkstattgebäudeumbau zur Staatsgrenze |      |
| 09040272 | Puschkinallee Am Flutgraben 3 (Lage)                              | Grenzmauerabschnitte und Wachtürme      | Weitere Bestandteile des Gesamtdenkmals in Altglienicke |      |

## Baudenkmale
| Nr.      | Lage                                         | Offizielle Bezeichnung                                                            | Beschreibung                                                                          | Bild |
| -------- | -------------------------------------------- | --------------------------------------------------------------------------------- | ------------------------------------------------------------------------------------- | ---- |
| 09020308 | Alt-Treptow (Lage)                           | Abteibrücke mit Brückenhäusern und ehem. Restaurationsgebäude                     | Brücke, 1915–1916 von Fritz von Emperger (siehe auch Gartendenkmal Treptower Park)    |      |
| 09020308 | Alt-Treptow (Lage)                           | Abteibrücke mit Brückenhäusern und ehem. Restaurationsgebäude                     | westlicher Aufgang                                                                    |      |
| 09020308 | Alt-Treptow (Lage)                           | Abteibrücke mit Brückenhäusern und ehem. Restaurationsgebäude                     | ehem. Restaurationsgebäude                                                            |      |
| 09020301 | Alt-Treptow 1 (Lage)                         | Archenhold-Sternwarte                                                             | 1908–1909 von Reimer & Körte (siehe auch Gartendenkmal Treptower Park)                |      |
| 09020301 | Alt-Treptow 1 (Lage)                         | Archenhold-Sternwarte                                                             | Riesenfernrohr, 1895–1896 von Paul Hoppe                                              |      |
| 09020319 | Bouchéstraße 75–76 (Lage)                    | Gemeindeschule Bestandteil des Ensembles: Bouchéstraße                            | Hauptgebäude, 1905 von Paul Egeling                                                   |      |
| 09020289 | Eichenstraße 1 (Lage)                        | Villa Bestandteil des Ensembles: Puschkinallee                                    | um 1900 (siehe auch Gartendenkmal Treptower Park)                                     |      |
| 09020335 | Kiefholzstraße 1–4 Lohmühlenstraße 63 (Lage) | Metallwarenfabrik Weber                                                           | 1937–1940 von Friedrich Wermke                                                        |      |
| 09020288 | Martin-Hoffmann-Straße 11 (Lage)             | Moritz- und Johann-Simon-Stiftung, Villa Bestandteil des Ensembles: Puschkinallee | 1906 von Alfred Breslauer (siehe auch Gartendenkmal Treptower Park)                   |      |
| 09020310 | Plesser Straße 3–4 (Lage)                    | Bekenntniskirche                                                                  | 1930–1931 von Curt Steinberg                                                          |      |
| 09020337 | Plesser Straße 7 Wildenbruchstraße 41 (Lage) | Aufzuganlage                                                                      | 1912 von Firma Schindler & Co.                                                        |      |
| 09020339 | Puschkinallee (Lage)                         | Ringbahnüberführung                                                               | um 1910 (siehe auch Gartendenkmal Treptower Park)                                     |      |
| 09020293 | Puschkinallee 4–4A (Lage)                    | Mietvilla Bestandteil des Ensembles: Puschkinallee                                | 1895–1896 (siehe auch Gartendenkmal Treptower Park)                                   |      |
| 09020293 | Puschkinallee 4–4A (Lage)                    | Mietvilla Bestandteil des Ensembles: Puschkinallee                                | Schuppen                                                                              |      |
| 09020290 | Puschkinallee 8 (Lage)                       | Villa Bestandteil des Ensembles: Puschkinallee                                    | 1894–1897 von Ch. Mierke (siehe auch Gartendenkmal Treptower Park)                    |      |
| 09045222 | Puschkinallee 37–38 (Lage)                   | Villa Bestandteil des Ensembles: Ortskern Alt-Treptow                             | 1895–1896 von Rosemann & Jacob (siehe auch Gartendenkmal Treptower Park)              |      |
| 09020283 | Puschkinallee 48 (Lage)                      | Villa Bestandteil des Ensembles: Puschkinallee                                    | 1905 von Friedrich Blume und Wilhelm Peters (siehe auch Gartendenkmal Treptower Park) |      |
| 09020317 | Wildenbruchstraße 53–54 (Lage)               | Turnhalle Bestandteil des Ensembles: Bouchéstraße                                 | 1914 von Bientz                                                                       |      |
| 09020317 | Wildenbruchstraße 53–54 (Lage)               | Teilverlust: Schuppen?                                                            | Abriss des Schuppens an der Turnhalle                                                 |      |

## Gartendenkmale
| Nr.      | Lage                                                                  | Offizielle Bezeichnung                                                           | Beschreibung | Bild |
| -------- | --------------------------------------------------------------------- | -------------------------------------------------------------------------------- | --- | ---- |
| 09046091 | Alt-Treptow Am Treptower Park Bulgarische Straße Puschkinallee (Lage) | Treptower Park Bestandteil der Ensembles: Puschkinallee und Ortskern Alt-Treptow | Stadtpark, 1876–1889 von Gustav Meyer, Hermann Mächtig (siehe auch Gesamtanlage Spreetunnel und Baudenkmale Abteibrücke und Archenhold-Sternwarte)     |      |
| 09046091 | Alt-Treptow Am Treptower Park Bulgarische Straße Puschkinallee (Lage) | Treptower Park Bestandteil der Ensembles: Puschkinallee und Ortskern Alt-Treptow | Ausstellungsgarten „Blume und Plastik“, 1958–1960 von Georg Béla Pniower, Siegfried Sommer                                                             |      |
| 09046091 | Alt-Treptow Am Treptower Park Bulgarische Straße Puschkinallee (Lage) | Treptower Park Bestandteil der Ensembles: Puschkinallee und Ortskern Alt-Treptow | Rosengarten, 1969 von Hubert Matthes |      |
| 09046091 | Alt-Treptow Am Treptower Park Bulgarische Straße Puschkinallee (Lage) | Treptower Park Bestandteil der Ensembles: Puschkinallee und Ortskern Alt-Treptow | Platanenalleen Puschkinallee und Am Treptower Park zwischen S-Bahntrasse und Schlesischem Busch (siehe auch Baudenkmale Villa und Ringbahnüberführung) |      |
| 09046091 | Alt-Treptow Am Treptower Park Bulgarische Straße Puschkinallee (Lage) | Treptower Park Bestandteil der Ensembles: Puschkinallee und Ortskern Alt-Treptow | Marmorgruppe „Meeresgrund“ am Karpfenteich, 1907 von Otto Petri                                                                                        |      |
| 09046091 | Alt-Treptow Am Treptower Park Bulgarische Straße Puschkinallee (Lage) | Treptower Park Bestandteil der Ensembles: Puschkinallee und Ortskern Alt-Treptow | Sowjetisches Ehrenmal, 1947–1949 von Jakow S. Belopolski, Serra S. Walerius, Jewgeni Wiktorowitsch Wutschetitsch                                       |      |
| 09046091 | Alt-Treptow Am Treptower Park Bulgarische Straße Puschkinallee (Lage) | Treptower Park Bestandteil der Ensembles: Puschkinallee und Ortskern Alt-Treptow | Gaststättengarten Zenner, 1821–1822 von Carl Ferdinand Langhans (siehe auch Gesamtanlage Gasthaus Zenner)                                              |      |